# Mimant (mitologija)
Mimant (grč. Μίμᾱς, Mímâs) ili Mimas u grčkoj mitologiji Gigant je, Uranov je i Gejin sin.

## Etimologija
Mimantovo grčko ime vjerojatno dolazi od riječi mimos = "imitator", "oponašatelj".

## Karakteristike
Moguće je da je i Gigant Mimon zapravo Mimantova mitološka inačica.
Prema Mimantu nazvan je Saturnov mjesec Mimant.

## Mitologija
U Gigantomahiji pobijedio ga je Hefest izlivši na nj lijevano željezo. Prema Apoloniju s Roda, ubio ga je Ares svojim rukama na polju Flegri.
Seneka opisuje njegov bijes i divljanje.

## Poveznice
- Gigant